# Thaiderces
Thaiderces es un género de arañas de la familia Psilodercidae.

## Especies
- Thaiderces chujiao Li & Chang, 2019
- Thaiderces djojosudharmoi (Deeleman-Reinhold, 1995)
- Thaiderces fengniao Li & Chang, 2019
- Thaiderces ganlan Li & Chang, 2019
- Thaiderces haima Li & Chang, 2019
- Thaiderces jian Li & Li, 2017
- Thaiderces jiazi Li & Chang, 2019
- Thaiderces miantiao Li & Chang, 2019
- Thaiderces ngalauindahensis Li & Chang, 2019
- Thaiderces peterjaegeri Li & Chang, 2019
- Thaiderces rimbu (Deeleman-Reinhold, 1995)
- Thaiderces shuzi Li & Chang, 2019
- Thaiderces thamphadaengensis Li & Chang, 2019
- Thaiderces thamphrikensis Li & Chang, 2019
- Thaiderces tuoyuan Li & Chang, 2019
- Thaiderces vulgaris (Deeleman-Reinhold, 1995)
- Thaiderces yangcong Li & Chang, 2019
- Thaiderces zuichun Li & Chang, 2019